# 祖重燁
祖重燁（？—？），號函之，浙江嘉兴府海盐县竈籍，明末政治人物。

## 生平
万历四十六年（1618年）戊午科浙江乡试举人，四十七年（1619年）联捷己未科進士，初授行人司行人，天启七年（1627年）十二月，吏部考選，授工科給事中，崇祯二年（1629年）以疏言温体仁，为上切责。巡视节慎库，工部尚書張鳳翔條奏疏內有工科裁扣等弊，上特发其弊，被逮下狱，遣戍。

## 家族
曾祖父祖宗禮，庠生。祖父祖晟，學正。父祖彭年，增生。